# Platyoides walteri
Espèce
Synonymes
- Hemicloea walteri Karsch, 1887
- Platyoides abrahami O. Pickard-Cambridge, 1890
- Platyoides bottegi Pavesi, 1895
- Platyoides laterigradus Pocock, 1898
- Platyoides bidentatus Purcell, 1907 nec Strand, 1906
- Platyoides separatus O. Pickard-Cambridge, 1908
- Platyoides simonii O. Pickard-Cambridge, 1908
- Corimaethes campestratus Simon, 1908
- Platyoides bidentifer Strand, 1908

Platyoides walteri est une espèce d'araignées aranéomorphes de la famille des Trochanteriidae.

## Distribution
Cette espèce se rencontre en Afrique du Sud, en Eswatini, au Zimbabwe et en Éthiopie.
Elle a été observée en Australie en 1905 mais n'y est pas implantée.

## Description
Le mâle décrit par Platnick en 1985 mesure 4,75 mm et la femelle 8,92 mm.

## Systématique et taxinomie
Cette espèce a été décrite sous le protonyme Hemicloea walteri par Karsch en 1887. Elle est placée dans le genre Platyoides par Platnick en 1985.
Platyoides abrahami, Platyoides bottegi, Platyoides laterigradus, Platyoides bidentatus Purcell, 1907 préoccupée par Platyoides bidentatus  Strand, 1906 remplacée par Platyoides bidentifer, Platyoides separatus et Platyoides simonii ont été placées en synonymie par Platnick en 1985.
Corimaethes campestratus a été placée en synonymie par Platnick en 2002.

## Étymologie
Cette espèce est nommée en l'honneur du missionnaire Walter.

## Publication originale
- Karsch, 1887 : « Über die geographische Verbreitung der Araneiden-gattung Hemicloea Thor. » Berliner Entomologische Zeitschrift, vol. 30, p. 151-152 (texte intégral).